# Championnat d'Équateur de football 1988
Navigation
Saison précédente Saison suivante
La saison 1988 du Championnat d'Équateur de football est la trentième édition du championnat de première division en Équateur.
Dix-huit équipes prennent part à la Série A, la première division. Le championnat se déroule en trois phases. La première voit les équipes regroupées au sein d'une poule unique où elles s'affrontent deux fois, à domicile et à l'extérieur. Les huit premiers disputent la deuxième phase, le dernier est directement relégué en Série B. Lors de la seconde phase, les huit clubs sont répartis en deux poules, seul le premier se qualifie pour la finale pour le titre.
C'est le Club Sport Emelec qui remporte la compétition après avoir battu lors de la finale nationale le Deportivo Quito. C'est le 6e titre de champion d'Équateur de l'histoire du club, le premier depuis 1979.

## Les clubs participants
| - LDU Portoviejo - Deportivo Quevedo - Club Social y Deportivo Macara - Barcelona Sporting Club - Deportivo Quito - CDU Católica del Ecuador - Club Sport Emelec - Club Deportivo Esmeraldas Petrolero - Juventus Esmeraldas - Promu de Série B | - Club Deportivo El Nacional - Club Deportivo Técnico Universitario - Audaz Octubrino - América de Quito - River Plate Riobamba - LDU Quito - Club Deportivo Filanbanco - Deportivo Cuenca - Sociedad Deportiva Aucas |

## Compétition

### Première phase
| Rang | Équipe                               | Pts | J  | G  | N  | P  | Bp | Bc | Diff |
| ---- | ------------------------------------ | --- | -- | -- | -- | -- | -- | -- | ---- |
| 1    | LDU Quito                            | 49  | 34 | 20 | 9  | 5  | 64 | 36 | +28  |
| 2    | Club Sport Emelec                    | 44  | 34 | 16 | 12 | 6  | 56 | 36 | +20  |
| 3    | Club Social y Deportivo Macará       | 41  | 34 | 13 | 15 | 6  | 50 | 32 | +18  |
| 4    | Barcelona Sporting Club T            | 40  | 34 | 13 | 14 | 7  | 50 | 25 | +25  |
| 5    | Deportivo Quito                      | 39  | 34 | 13 | 13 | 8  | 48 | 43 | +5   |
| 6    | CDU Católica del Ecuador             | 36  | 34 | 13 | 10 | 11 | 45 | 37 | +8   |
| 7    | Club Deportivo Filanbanco            | 36  | 34 | 14 | 8  | 12 | 38 | 33 | +5   |
| 8    | Club Deportivo El Nacional           | 35  | 34 | 12 | 11 | 11 | 49 | 41 | +8   |
| 9    | Club Deportivo Técnico Universitario | 34  | 34 | 11 | 12 | 11 | 42 | 39 | +3   |
| 10   | Sociedad Deportiva Aucas             | 34  | 34 | 11 | 12 | 11 | 45 | 49 | -4   |
| 11   | Deportivo Cuenca                     | 33  | 34 | 7  | 19 | 8  | 41 | 45 | -4   |
| 12   | Club Deportivo Esmeraldas Petrolero  | 32  | 34 | 11 | 10 | 13 | 40 | 50 | -10  |
| 13   | Audaz Octubrino                      | 31  | 34 | 12 | 7  | 15 | 32 | 43 | -11  |
| 14   | Deportivo Quevedo                    | 28  | 34 | 10 | 8  | 16 | 27 | 44 | -17  |
| 15   | Juventus Esmeraldas P                | 27  | 34 | 7  | 13 | 14 | 31 | 44 | -13  |
| 16   | LDU Portoviejo                       | 27  | 34 | 9  | 9  | 16 | 34 | 50 | -16  |
| 17   | River Plate Riobamba                 | 25  | 34 | 9  | 7  | 18 | 27 | 53 | -26  |
| 18   | América de Quito                     | 21  | 34 | 5  | 11 | 18 | 29 | 48 | -19  |

|  | Qualification pour la deuxième phase     |
|  | Relégation en Série B                    |
|  | T : Tenant du titre P : Promu de Série B |

### Deuxième phase
À l'issue de la première phase, les deux premiers reçoivent un bonus d'un point.

#### Groupe A
| Rang | Équipe                         | Pts | J | G | N | P | Bp | Bc | Diff |  | Résultats (▼ dom., ► ext.)     | Dep | LDU | Mac | Fil |
| ---- | ------------------------------ | --- | - | - | - | - | -- | -- | ---- |  | ------------------------------ | --- | --- | --- | --- |
| 1    | Deportivo Quito                | 8   | 6 | 2 | 4 | 0 | 8  | 4  | +4   |  | Deportivo Quito                |     | 0-0 | 2-2 | 0-0 |
| 2    | LDU Quito +1                   | 8   | 6 | 3 | 1 | 2 | 10 | 11 | -1   |  | LDU Quito +1                   | 1-3 |     | 2-0 | 3-1 |
| 3    | Club Social y Deportivo Macará | 6   | 6 | 2 | 2 | 2 | 11 | 8  | +3   |  | Club Social y Deportivo Macará | 1-1 | 5-1 |     | 3-0 |
| 4    | Club Deportivo Filanbanco      | 3   | 6 | 1 | 1 | 4 | 5  | 11 | -6   |  | Club Deportivo Filanbanco      | 0-2 | 2-3 | 2-0 |     |

|  | Qualification pour la Liguilla |

#### Groupe B
| Rang | Équipe                     | Pts | J | G | N | P | Bp | Bc | Diff |  | Résultats (▼ dom., ► ext.) | Eme | Bar | ElN | Cat |
| ---- | -------------------------- | --- | - | - | - | - | -- | -- | ---- |  | -------------------------- | --- | --- | --- | --- |
| 1    | Club Sport Emelec +1       | 9   | 6 | 2 | 4 | 0 | 7  | 4  | +3   |  | Club Sport Emelec +1       |     | 1-1 | 2-2 | 2-0 |
| 2    | Barcelona Sporting Club T  | 7   | 6 | 2 | 3 | 1 | 8  | 5  | +3   |  | Barcelona Sporting Club T  | 0-0 |     | 3-0 | 3-1 |
| 3    | Club Deportivo El Nacional | 6   | 6 | 2 | 2 | 2 | 9  | 10 | -1   |  | Club Deportivo El Nacional | 0-0 | 2-2 |     | 1-2 |
| 4    | CDU Católica del Ecuador   | 3   | 6 | 1 | 1 | 4 | 8  | 13 | -5   |  | CDU Católica del Ecuador   | 1-2 | 1-1 | 3-4 |     |

|  | Qualification pour la Liguilla |
|  | T : Tenant du titre            |

### Liguilla
| Équipe 1          | Résultat | Équipe 2        | Aller | Retour |
| ----------------- | -------- | --------------- | ----- | ------ |
| Club Sport Emelec | 4 - 1    | Deportivo Quito | 3 - 0 | 1 - 1  |

- Les deux clubs obtiennent leur qualification pour la prochaine édition de la Copa Libertadores.

## Bilan de la saison
| Championnat d'Équateur de football 1988 |                              |
| Champion                                | Club Sport Emelec (6e titre) |
| Qualifications continentales            |                              |
| Copa Libertadores 1989                  | Club Sport Emelec            |
| Copa Libertadores 1989                  | Deportivo Quito              |
| Promotions et relégations               |                              |
| Promus en Série A                       | Aucun                        |
| Relégués en Série B                     | América de Quito             |